# الإحداثيات المعممة
في الميكانيكا التحليلية، وعلى وجه التحديد في دراسة ديناميكية الأجسام الجامدة للأنظمة متعددة الأجسام، يشير مصطلح الإحداثيات المعممة إلى المتغيرات التي تصف تكوين النظام بالنسبة إلى بعض التكوين المرجعي. يجب أن تحدد هذه المتغيرات بشكل فريد تكوين النظام بالنسبة إلى التكوين المرجعي. يتم ذلك على افتراض أن هذا يمكن القيام به بمخطط واحد. السرعات المعممة هي المشتقات الزمنية للإحداثيات المعممة للنظام.
مثال على إحداثيات معممة هي الزاوية التي تحدد موضع نقطة تتحرك في دائرة. تميز صفة «المعممة» هذه المتغيرات من الاستخدام التقليدي لمصطلح الإحداثيات للإشارة إلى الإحداثيات الديكارتية: على سبيل المثال، وصف موقع النقطة على الدائرة باستخدام إحداثيات x و y.
على الرغم من أنه قد يكون هناك العديد من الخيارات للإحداثيات المعممة لنظام مادي، إلا أنه يتم اختيار المتغيرات الملائمة عادة لتوصيف تكوين النظام والتي تجعل حل معادلاته الحركية أسهل. إذا كانت هذه المتغيرات مستقلة عن بعضها البعض، فإن عدد الإحداثيات المعممة المستقلة يحدد عدد درجات الحرية للنظام.

## القيود ودرجات الحرية
عادة ما يتم اختيار الإحداثيات المعممة لتوفير الحد الأدنى لعدد الإحداثيات المستقلة التي تحدد تكوين النظام، مما يبسّط صياغة معادلات لاجرانج للحركة. ومع ذلك، يمكن أن يحدث أيضًا أن مجموعة مفيدة من الإحداثيات المعممة قد تكون مرتبطة، مما يعني أنها مرتبطة بمعادلة واحدة أو أكثر.
القيود المتخصصة
بالنسبة لنظام يتكون من N من الجسيمات في مساحة إحداثيات حقيقية ثلاثية الأبعاد، يمكن كتابة متجه الموقع لكل جسيم على شكل ثلاثيات
```
من 
الأزواج مرتبة
 في الإحداثيات الديكارتية بالشكل:
```

{\displaystyle \mathbf {r} _{1}=(x_{1},y_{1},z_{1})\,,\quad \mathbf {r} _{2}=(x_{2},y_{2},z_{2})\,,\ldots \,,\mathbf {r} _{N}=(x_{N},y_{N},z_{N})\,.}
يمكن الإشارة إلى أي من متجهات الموقع rk حيث k = 1، 2... N تشير إلى الجسيمات. إن القيد المتخصص هو معادلة قيد من الشكل:
{\displaystyle f(\mathbf {r} _{k},t)=0}
والتي تربط بين جميع الإحداثيات المكانية الثلاثة لهذا الجسيم معا، لذلك فإن هذه الإحداثيات ليست مستقلة. وقد يتغير القيد مع الزمن، عندها سيظهر الزمن t بوضوح في معادلات القيد. في أي لحظة من الزمن، عندما تكون t ثابتة، يمكن تحديد إحداثي واحد من خلال الإحداثيات الأخرى، على سبيل المثال، إذا تم إعطاء xk و zk ، يمكن تحديد yk. 
تعتبر معادلة قيد واحدة كقيد واحد. إذا كانت هناك قيود عددها  C ، فلكل منها معادلة، لذلك سيكون هناك معادلات قيود عددها C  . ليس بالضرورة أن يوجد معادلة واحدة لكل جسيم، وإذا لم يكن هناك قيود على النظام إذا لا توجد معادلات قيد.
إن تحديد هيكلية النظام يتم من خلال قيم ثلاثيات 3N ، ولكن يمكن إزالة بعض الإحداثيات من هذه الهيكلية بعدد  C  إحداثي. إن عدد الإحداثيات المستقلة التي تصف هيكلية نظام ما هو n = 3N − C. (في نظام بـ D بُعد، يحتاج التكوين الأصلي إلى إحداثيات عددها ND ، إن تقليل احداثيات هيكلية النظام بعدد القيود يعنيn = ND − C). من الجيد استخدام الحد الأدنى من الإحداثيات اللازمة لتحديد تكوين نظام بأكمله، مع الاستفادة من القيود المفروضة على النظام. تُعرف هذه الكميات بالإحداثيات المعممة، ويُشار إليها (qj(t. من الملائم جمعها في مجموعة مرتبة من n زوج.
{\displaystyle \mathbf {q} (t)=(q_{1}(t),q_{2}(t),\ldots ,q_{n}(t))}
والتي هي نقطة في مساحة تكوين النظام. جميع هذه النقاط مستقلة عن بعضهم البعض، وتابعة للزمن. هندسيا يمكن أن تكون أطوالا على خطوط مستقيمة، أو أطوال أقواس على منحنيات، أو زوايا؛ وليست بالضرورة إحداثيات ديكارتية. يوجد نقطة واحد منها لكل درجة من درجات الحرية، وبالتالي فإن عدد الإحداثيات المعممة يساوي عدد درجات الحرية، n. حيث تتناسب درجة الحرية للنظام مع قيمة واحدة من هذه النقاط والتي يمكن أن تغير هيكلية النظام، على سبيل المثال زاوية البندول.
القيود غير المتخصصة
يمكن أن يشتمل النظام الميكانيكي على قيود لكل من الإحداثيات المعممة ومشتقاتها. تُعرف القيود من هذا النوع على أنها غير متخصصة. توجد القيود غير المتخصصة ذات الدرجة الأولى على الشكل:
{\displaystyle g(\mathbf {q} ,{\dot {\mathbf {q} }},t)=0\,,}
مثال على هذا القيد هو عجلة الدوران لروبوت أو حافة السكين التي تقيد اتجاه شعاع السرعة. يمكن أن تتضمن القيود غير المتخصصة أيضًا مشتقات من المرتبة الثانية مثل التسارع المعمم.

## مثال

البندول البسيط. بما أن القضيب جامد ، فإن موضع الثقل يكون مقيَّداً وفقاً للمعادلة f(x, y) = 0، وتكون القوة المقيّدة C هي التوتر في القضيب. والقوة غير المقيّدة N في هذه الحالة هي الجاذبية.
.

النموذج الديناميكي لنواس بسيط.

### النواس البسيط
يمكن توضيح العلاقة بين استخدام الإحداثيات المعممة والإحداثيات الديكارتية لتمييز حركة النظام الميكانيكي من خلال النظر إلى الديناميات المقيدة في البندول البسيط.
يتكون البندول البسيط من كتلة M معلقة من نقطة محورية بحيث تكون مقيدة بالتحرك على دائرة نصف قطرها L . يتم تحديد موضع الكتلة بواسطة متجه الإحداثي r=(x, y) المقاس في مستوي الدائرة بحيث y في الاتجاه العمودي. وترتبط الإحداثيات x و y بمعادلة الدائرة:{\displaystyle f(x,y)=x^{2}+y^{2}-L^{2}=0,}
والتي تقيد حركة M. هذه المعادلة توفر أيضا القيد على مكونات السرعة،
{\displaystyle {\dot {f}}(x,y)=2x{\dot {x}}+2y{\dot {y}}=0.}
الآن ندخل المتغير θ ، الذي يحدد الموضع الزاوي لـ M من الاتجاه العمودي. يمكن استخدامه لتحديد الإحداثيات x و y ، بالشكل:
{\displaystyle \mathbf {r} =(x,y)=(L\sin \theta ,-L\cos \theta ).}
إن استخدام θ لتحديد هيكلية النظام يتجنب القيد الذي توفره معادلة الدائرة.
نلاحظ أن قوة الجاذبية التي تعمل على الكتلة m تمت صياغتها في الإحداثيات الديكارتية المعتادة،
{\displaystyle \mathbf {F} =(0,-mg),}
حيث أن g هي تسارع الجاذبية.
يتم إعطاء الشغل الافتراضي للجاذبية على الكتلة m كتابع المسار r بالشكل:
{\displaystyle \delta W=\mathbf {F} \cdot \delta \mathbf {r} .}
يمكن حساب الانزياح δr من حيث الإحداثيات x و y ، أو من حيث المعلمة θ بالشكل،
{\displaystyle \delta \mathbf {r} =(\delta x,\delta y)=(L\cos \theta ,L\sin \theta )\delta \theta .}
وبالتالي، يعطى الشغل الافتراضي بالشكل:{\displaystyle \delta W=-mg\delta y=-mgL\sin \theta \delta \theta .}
لاحظ أن معامل δy هو المكون y للقوة المطبقة. وبنفس الطريقة، فإن معامل δθ يُعرف بالقوة المعممة على طول الإحداثيات المعممة التي تعطى بالشكل:{\displaystyle F_{\theta }=-mgL\sin \theta .}
لإكمال التحليل، باعتبار أن الطاقة الحركية T للكتلة،
{\displaystyle T={\frac {1}{2}}m\mathbf {v} \cdot \mathbf {v} ={\frac {1}{2}}m({\dot {x}}^{2}+{\dot {y}}^{2})={\frac {1}{2}}mL^{2}{\dot {\theta }}^{2}.}
حيث أن السرعة،
{\displaystyle \mathbf {v} =({\dot {x}},{\dot {y}})=(L\cos \theta ,L\sin \theta ){\dot {\theta }},}
يتم إعطاء شكل داليبرت لمبدأ الشغل الافتراضي للبندول من حيث الإحداثيات x و y بواسطة،
{\displaystyle {\frac {d}{dt}}{\frac {\partial T}{\partial {\dot {x}}}}-{\frac {\partial T}{\partial x}}=F_{x}+\lambda {\frac {\partial f}{\partial x}},\quad {\frac {d}{dt}}{\frac {\partial T}{\partial {\dot {y}}}}-{\frac {\partial T}{\partial y}}=F_{y}+\lambda {\frac {\partial f}{\partial y}}.}
هذا ينتج المعادلات الثلاثة:
{\displaystyle m{\ddot {x}}=\lambda (2x),\quad m{\ddot {y}}=-mg+\lambda (2y),\quad x^{2}+y^{2}-L^{2}=0,}
بثلاثة مجاهيل، x ، y و λ.
باستخدام المعامل θ ، تأخذ تلك المعادلات الشكل:{\displaystyle {\frac {d}{dt}}{\frac {\partial T}{\partial {\dot {\theta }}}}-{\frac {\partial T}{\partial \theta }}=F_{\theta },}
والتي تصبح بالشكل:
{\displaystyle mL^{2}{\ddot {\theta }}=-mgL\sin \theta ,}
أو بالشكل:
{\displaystyle {\ddot {\theta }}+{\frac {g}{L}}\sin \theta =0.}
ينتج عن هذه الصيغة معادلة واحدة لوجود متغير واحد ولاوجود لمعادلة قيد.
وهذا يدل على أن المعلمة θ هي إحداثي معمم يمكن استخدامه بنفس الطريقة التي تستخدم بها الإحداثيات الديكارتية x و y لتحليل البندول.